# FUGA Budapesti Építészeti Központ
A FUGA Budapesti Építészeti Központ (röviden: FUGA) a Budapesti Építész Kamara által alapított, 2009 óta működő kulturális központ Budapest belvárosában, a Petőfi Sándor utca 5. szám alatt. Vezetője Nagy Bálint építész volt. Programja elsősorban az építészeti kultúrára fókuszál, emellett zenei, irodalmi és képzőművészeti rendezvényeknek, kiállításoknak, beszélgetéseknek is helyet ad.

## Története, tevékenysége
A Budapesti Építész Kamara  a FUGA szellemi kitalálója és alapítója, Mónus János (a Budapesti Építészeti Kamara akkori alelnökének) kezdeményezésére 2008-ban döntött úgy, hogy független, önfenntartó építészeti központot alapít, amelynek alapvető célja, hogy „építészet és kultúra új városi fóruma, az épített környezet alakítását, a főváros építészetét bemutató kiállítótér, a város felfedezésének új kiinduló információs pontja, szakmai és civil konferenciák helyszíne” legyen. Helyszínként a Kármán Géza Aladár és Ullmann Gyula tervezte Petőfi Sándor utcai Hermész-udvar pince-földszinti helyiségeit bérelték ki, és újították fel 2008–2009-ben, Dévényi Tamás építész tervezésében. Az egykori üzlethelyiségek különlegessége, hogy a 220 négyzetméteres nagyterem kialakítása Hajós Alfréd tervei alapján készült, 1913-ban.
A „Budapesti Építészeti Központ, BEK” munkanéven futó intézmény nevére, arculatára és vezetésére egymástól független pályázatokat írtak ki. A névre kiírt ötletpályázaton a zsűri a két pályázó, Rainer Péter és Dömötör Tamás által is javasolt „FUGA” elnevezést ismerte el a legjobbként. A logóra és a vizuális arculatra kiírt, kétfordulós pályázaton a döntőbe került három pályamű közül Szugyiczky Istvánét nyilvánították győztesnek, munkáját azonban a megnyitó után nem hasznosították. Az üzemeltetésre kiírt pályázaton Nagy Bálint építész, az N&n Galéria tulajdonosa és működtetője, valamint Rév András közgazdász közös pályázatát ítélték a legjobbnak. Az intézmény vezetője Nagy Bálint lett, aki a megnyitó előtti sajtótájékoztatón nyolc témakört jelölt meg a program fókuszpontjaiként: építészet; képzőművészet; könyvesbolt; jazz; családi/gyerek programok; muzsikáló építészettörténet, komolyzene is; filmklub; science cafe / népszerű tudományos sorozat.
A FUGA Budapesti Építészeti Központot 2009. október 1-jén Rogán Antal, az V. kerület polgármestere, Bálint Imre DLA építész, a Budapesti Építész Kamara elnöke, és Mónus János Ybl díjas építész, a Budapesti Építész Kamara alelnöke nyitotta meg. A megnyitóval egy időben átadták a Petőfi Sándor utcai közúti alagút felett, a FUGA és a Katona József Színház között közvetlen gyalogos kapcsolatot teremtő, ideiglenes, építési állványzatból emelt „Művészetek Hídját”.
Az intézményben az építészeti kiállítások, beszélgetések, programok mellett rendszeresen rendeznek koncerteket, képzőművészeti és fotókiállításokat, díjátadókat, konferenciákat és irodalmi esteket is. A komolyzenei koncerteket 2011 szeptemberében egy hónapra felfüggesztették a FUGÁ-nak is otthont adó épület lakóinak panaszai miatt.
Az intézményben működő CentriFUGA-műhely mára Budapest egyik legmeghatározóbb kortárs zenei fórumává vált.
2014 októberében rendezték meg az "5 éves a FUGA" kiállítást, melyet Mónus János, a Budapesti Építészeti Kamara akkori elnöke nyitott meg.

## Díjai
- Reitter Ferenc-díj 2015-ben[9]